# Concession de Villeperdue
Ne doit pas être confondu avec Villeperdue, commune d'Indre-et-Loire.
 (signalé en mai 2025).
Si vous disposez d'ouvrages ou d'articles de référence ou si vous connaissez des sites web de qualité traitant du thème abordé ici, merci de compléter l'article en donnant les références utiles à sa vérifiabilité et en les liant à la section « Notes et références ».
- Archive Wikiwix
- Bing
- Cairn
- DuckDuckGo
- E. Universalis
- Gallica
- Google
- G. Books
- G. News
- G. Scholar
- Persée
- Qwant
- (zh) Baidu
- (ru) Yandex
- (wd) trouver des œuvres sur Wikidata

La Concession de Villeperdue est une concession pétrolière située en France, dans le département de la Marne, sur les territoires des communes de Morsains, Rieux et Tréfols.